# Giorgio Colli

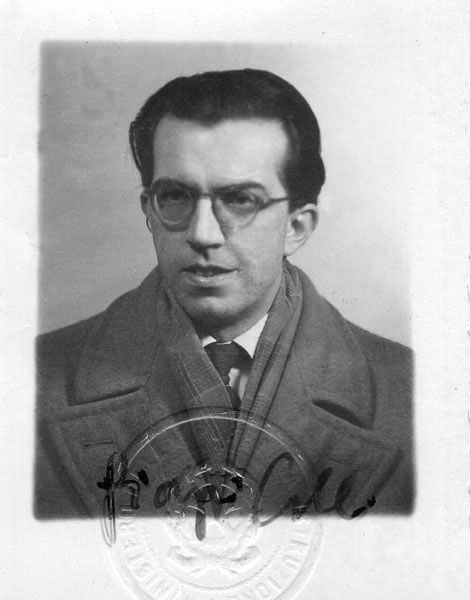
Giorgio Colli

Giorgio Colli (* 16. Januar 1917 in Turin; † 6. Januar 1979 in Fiesole) war ein italienischer Philosoph, Lehrer, Literaturwissenschaftler und Übersetzer, der zusammen mit seinem Schüler und Freund Mazzino Montinari eine kritische Gesamtausgabe der Werke Friedrich Nietzsches begann, siehe dazu Nietzsche-Ausgabe.
Dreißig Jahre war Giorgio Colli als Professor für Geschichte der antiken Philosophie an der Universität von Pisa tätig. Sein Sohn Enrico Colli organisierte das Colli-Institut.
„Enthusiazon de lelethe tus pollus“, ein Zitat aus Platons Phaidros (249d), war das Motto seiner Diplomarbeit und auch das Motto seines Lebens. Das heißt auf Deutsch: „… daß er aber begeistert ist, merken die Leute nicht“ (Übersetzung: Friedrich Schleiermacher). 

## Werke
1. La Filosofia dell’espressione.
2. La nascita della filosofia.
3. Dopo Nietzsche.
4. Physis kryptesthai philei.
5. La sapienza greca.
6. Scritti su Nietzsche.
7. Zenone di Elea.
8. Storia della filosofia antica – Il „Parmenide“ platonico.